# Idhan Aubari
Idhan Aubari (arab. أدهان أوباري, Idhān Awbārī) – pustynia piaszczysta w obszarze Sahary w północnej Afryce, w zachodniej Libii.

## Opis
Idhan Aubari to erg w obszarze Sahary w północnej Afryce w zachodniej części Libii. Panuje tu skrajnie suchy klimat zwrotnikowy o bardzo niskiej wilgotności powietrza . Maksymalne temperatury najcieplejszego miesiąca dochodzą do 40°C i więcej stopni . 
Pustynia zajmuje powierzchnię 50 tys. km²  i charakteryzuje się występowaniem olbrzymich wydm . Wypełnia kotlinę, która otwarta jest ku wschodowi . Na otaczających wyżynach leżą pustynie żwirowe i kamieniste . 
Szacuje się, że piasek Idhan Aubari istniał już w okresie plejstocenu i powstał w trzeciorzędzie. Wydmy uformowały się na dnie dawnego jeziora we wczesnym czwartorzędzie.
Pustynia poprzecina jest dolinami rzek okresowych biegnącymi ku centrum kotliny . Na jej północnym krańcu Idhan Aubari oraz terenach wzdłuż Wadi asz-Szati znajduje się 75% wszystkich studni z wodami głębinowymi . Występują tu liczne oazy, m.in. Aubari i Sabha . 
Odkryto tu złoża ropy naftowej .